# Antonio Maffei
Don Antonio Maffei (Sondrio, 10 giugno 1805 – Sondrio, 22 giugno 1891) è stato uno storico e storico dell'arte italiano.

## Biografia
Nato a Sondrio 10 giugno 1805, studia in un ginnasio di Milano e contemporaneamente frequenta l'Accademia di Belle Arti di Brera, dedicandosi alla pittura.
Entra in seminario a Lodi, ove compie gli studi di teologia; insegna lettere a Saronno e quindi nella natia Sondrio.
Nel 1850 viene eletto arciprete di Sondrio, la sua città. In questa veste si occupa, tra l'altro, di trasportare le reliquie di Nicolò Rusca (1563-1618) dal Santuario della Sassella, alle porte di Sondrio, alla Collegiata dei Santi Gervasio e Protasio in Sondrio. Le reliquie erano rientrate in Italia da Pfäfers nel 1845, ma la Santa Sede aveva dato il nulla hosta alla loro venerazione solamente in quell'anno.
Nel 1871 si ritira a vita privata, dedicandosi agli studi, specialmente d'arte, archeologia e storia valtellinese.
È nota l'epigrafe redatta da Antonio Maffei nel 1887 per la lapide posta a ricordo della guerriera Bona Lombarda in una cappella votiva di Campione di Sacco, oggi nel territorio comunale di Cosio Valtellino.
Tra le molte cariche è presidente del Comitato di studi archeologici, ispettore scolastico e amministratore oculato dei Pii istituti elemosinieri.
Muore a Sondrio il 22 giugno 1891.

## Le opere
- 1852: Elogio di Nicolò Rusca, discorso pronunciato l'8 agosto 1852 durante la cerimonia per la traslazione della salma di Nicolò Rusca dal Santuario della Sassella alla chiesa Collegiata di Sondrio
- 1873: Sommario delle vicende politiche della Valtellina dal marzo 1848 a tutto il 1859
- 1874: Racconti: Sondrio nel 1634, volume relativo al periodo della peste ripubblicato dai Quaderni Valtellinesi nel 1981